# Lykke Frank Hansen
Lykke Frank Hansen (født 8. januar 1988) er en grønlandsk håndboldspiller for Fredericia HK og det grønlandske landshold.
I 2021 nominerede Johannes Groth hende til Nor.Ca. Mesterskab i håndbold for kvinder 2021.
Hun deltog i verdensmesterskabet i håndbold 2023 i Danmark, Norge og Sverige, hvor Grønland endte på sidstepladsen; 32 ud af 32. Det var Grønlands 2. deltagelse ved et verdensmesterskab nogensinde.
Hun har tidligere spillet i den danske KvindehåndboldLiga for Nykøbing Falster Håndboldklub. I 2023 rykkede hun til Fredericia HK, som lige var rykket op i 1. division året før.